# والتر برنارد سميث
والتر برنارد سميث هو سياسي كندي، ولد في 26 مارس 1912 في كيبك في كندا، وتوفي في 3 أكتوبر 1987. حزبياً، نشط في الحزب الليبرالي الكندي. وقد انتخب عمدة وانتخب عضو مجلس العموم الكندي.